# میلتشانی
میلتشانی (به چکی: Mělčany) یک منطقهٔ مسکونی در جمهوری چک است که در ناحیه برنو-تسوونتری واقع شده‌است. میلتشانی ۷٫۴۲ کیلومتر مربع مساحت و ۴۸۵ نفر جمعیت دارد و ۲۳۰ متر بالاتر از سطح دریا واقع شده‌است.